# Gerard Battersby

Wappen von Gerard Battersby als Weihbischof

Gerard William Battersby (* 15. Mai 1960 in Detroit, USA) ist ein US-amerikanischer Geistlicher und römisch-katholischer Bischof von La Crosse.

## Leben
Gerard Battersby empfing am 30. Mai 1998 das Sakrament der Priesterweihe für das Detroit.
Papst Franziskus ernannte ihn am 23. November 2016 zum Titularbischof von Eguga und zum Weihbischof in Detroit. Der Erzbischof von Detroit, Allen Vigneron, spendete ihm am 25. Januar des folgenden Jahres die Bischofsweihe. Mitkonsekratoren waren der Apostolische Nuntius in der Türkei, Erzbischof Paul Fitzpatrick Russell, und der Bischof von Winona, John Michael Quinn.
Am 19. März 2024 ernannte ihn Papst Franziskus zum Bischof von La Crosse. Die Amtseinführung fand am 20. Mai desselben Jahres statt.